# Eleições parlamentares em Timor-Leste de 2007
No dia 30 de Junho de 2007 ocorreu uma eleição parlamentar em Timor-Leste. Embora a Frente Revolucionária de Timor-Leste Independente (FRETILIN) tivesse conseguido maioria simples, o novo governo foi formado por uma coligação que uniu os três grupos seguintes mais votados. O novo primeiro-ministro, Xanana Gusmão (que foi presidente do país até maio de 2007) do Conselho Nacional de Reconstrução do Timor (CNRT) foi empossado em 8 de Agosto de 2007, tendo Fernando de Araújo, do Partido Democrático como presidente do Parlamento.

## Antecedentes
A contagem de votos nesta eleição foi feita de modo diferente devido a mudanças na lei eleitoral, que estabeleceram a contagem dos votos por distritos, ao invés de por secções eleitorais como era anteriormente. Exigiu-se dos partidos que 1 em cada 4 candidatos das listas partidárias fossem mulheres.
Xanana Gusmão contestou as eleições, com o seu recém-fundado Conselho Nacional de Reconstrução do Timor - CNRT. Quatorze partidos disputavam os 65 assentos no parlamento, conduzida com na base na representação proporcional e com listas partidárias.
No início de Junho, dois simpatizantes do CNRT foram mortos em ato de violência durante a campanha eleitoral. No entanto, o resto da campanha foi considerado pacífico.

## Eleição
Sete partidos ganharam assentos; os quatro partidos principais são a FRETILIN, o CNRT de Gusmão, uma coligação da Associação Social-Democrática Timorese (ASDT) com o Partido Social-Democrático (PSD), e o Partido Democrático.
Resultados provisórios anunciados no dia 9 de Julho mostraram a FRETILIN em primeiro lugar com 29,02% dos votos, seguida pelo CNRT com 24,10%, pelo ASDT-PSD com 15,73%, e pelo Partido Democrático com 11,30%. No mesmo dia, a comissão eleitoral anunciou a distribuição dos assentos baseados nos resultados provisórios: 21 para FRETILIN, 18 para o CNRT, 11 para o ASDT-PSD, 8 ao Partido Democrático, 3 ao Partido da Unidade Nacional, 2 à Aliança Democrática e 2 para UNDERTIM. Para ter assento, um partido teve que receber pelo menos 3% dos votos, e sete partidos não alcançaram este nível. A comissão eleitoral estimou o comparecimento em 80,5%.

## Negociações após a eleição
Como nenhum partido obteve maioria absoluta dos votos, um governo de coligação tornou-se necessário. Logo após a eleição, um porta-voz do CNRT disse que o partido discutia a possibilidade de formar uma coligação com o ASDT-PSD e o Partido Democrático. O Secretário-geral da FRETILIN, Mari Alkatiri, disse que seu partido foi chamado para conversar sobre uma coligação, mas disse que não havia nenhuma possibilidade do partido formar uma coligação com o CNRT. O líder do PSD Mário Viegas Carrascalão disse que uma aliança de seu partido com o CNRT era “natural”, mas que a presença de um facção dissidente da FRETILIN no CNRT era “inaceitável”. O líder do Partido Democrático, Fernando “Lasama” de Araújo, disse que seu partido poderia formar uma coligação com o CNRT, porque não havia “nenhuma grande diferença” entre ele e Gusmão, mas também disse que deveria haver um governo de unidade nacional, incluindo todos os partidos eleitos ao parlamento. Argumentou que seria prejudicial excluir qualquer um devido ao que descreveu como as já profundas diferenças que existentes no país. O presidente José Ramos-Horta mencionou também a possibilidade de um governo de unidade nacional, mas Alkatiri reiterou que uma coligação incluindo FRETILIN e o CNRT era fora de questão, e que seria melhor para a democracia ter uma oposição.
A 6 de Julho, anunciou-se que o CNRT, o ASDT-PSD, e o Partido Democrático formariam uma coligação. Alkatiri argumentou que não era necessário que um partido tivesse a maioria dos assentos para governar, e que a FRETILIN poderia formar um governo minoritário; em 7 de Julho, ele disse que a FRETILIN assim faria, se não pudesse formar uma coligação com outros partidos. Entretanto, em seguida ele expressou o interesse em um governo de unidade nacional e disse que as portas de FRETILIN estavam “abertas para todos os partidos, incluindo o CNRT”.
No dia 16 de Julho, o presidente José Ramos-Horta disse que a FRETILIN e a aliança de partidos liderada pelo CNRT concordaram com a formação de um governo de unidade nacional, embora detalhes restassem por ser discutidos e não estivesse decidido quem seria o primeiro-ministro. Iniciaram-se negociações entre os partidos sobre a composição do novo governo; Ramos-Horta disse que tomaria uma decisão se os partidos não chegassem a um acordo. A 24 de Julho, ele disse que os partidos “não tinham chegado a um acordo sobre o novo governo”, mas que a data-limite de 25 de Julho para que os partidos chegassem a um acordo era “flexível”. Araújo, como porta-voz da coligação liderada pelo CNRT, disse que proporia Gusmão como primeiro-ministro, argumentando que devido aos partidos da coligação controlarem de modo combinado a maioria dos assentos, era seu direito constitucional escolher o primeiro-ministro. Disse que FRETILIN não poderia esperar mais do que ter alguns ministros no governo.
O Parlamento foi reunido para nova legislatura em 30 de Julho, embora o novo governo e o primeiro-ministro ainda não estivessem definidos. Araújo foi eleito líder do parlamento na primeira sessão.
Alkatiri afirmou no dia 1 de Agosto que seria o candidato da FRETILIN a primeiro-ministro, ao criticar o registro de Gusmão como presidente. Ramos-Horta prorrogou o prazo para formação do governo até 3 de Agosto. Em uma declaração, Alkatiri pediu um governo de unidade nacional, disse que este traria a estabilidade e citando o que descreveu como “a vontade do eleitorado”.
Em 3 de Agosto, Ramos-Horta disse que pediria à coligação liderada pelo CNRT para formar um governo em 6 de Agosto por causa de sua maioria parlamentar, a menos que um acordo fosse alcançado antes. Disse que esta decisão era baseada em sua consciência; disse também que se a FRETILIN fosse excluída, ainda seria necessária ao novo governo e não seria ignorada. A FRETILIN ameaçou boicotar o parlamento.
Ramos-Horta disse no dia 6 de Agosto que a coligação liderada pelo CNRT formaria o novo governo e que Gusmão seria primeiro-ministro. A FRETILIN denunciou a decisão de Ramos-Horta como inconstitucional e revoltados simpatizantes da FRETILIN em Díli reagiram imediatamente a este anúncio de Ramos-Horta, promovendo violentos protestos. A 7 de Agosto, Alkatiri disse que o partido lutaria contra a decisão por meios legais.
Gusmão fez juramento dentro do palácio presidencial em Díli no dia 8 de Agosto, e a maioria de seu governo também tomou posse no mesmo dia. José Luís Guterres, líder de uma facção dissidente da FRETILIN, tornou-se vice-primeiro-ministro.

## O dia seguinte
Estima-se que cerca de 600 casas, das quais 142 confirmadas, foram queimadas e saqueadas por simpatizantes da FRETILIN. A maioria dos danos ocorreu nas áreas onde o apoio à FRETILIN é mais forte, como Viqueque e Baucau. Alguns edifícios em Díli também foram incendiados. Em Baucau, a polícia afirmou que pelo menos 50 pessoas foram presas por incêndios criminosos.
Alkatiri disse que a FRETILIN incitaria as pessoas a protestar e a praticar desobediência civil. Ele disse que FRETILIN não era responsável pela violência e que esta era resultado da frustração popular, e que esperava que o descontentamento não conduzisse uma revolta pelo "poder popular", embora dissesse que FRETILIN não poderia “impedir as pessoas que protestam pelos seus direitos”. Arsenio Bano, da FRETILIN, disse que seu partido estava disposto a aceitar um primeiro-ministro independente como parte de um governo de unidade nacional, e que Ramos-Horta também apoiava esta ideia, mas que Gusmão a rejeitava por desejar ser o primeiro-ministro.
Em 10 de Agosto, um convento em Baucau foi atacado e danificado e diversas alunas do convento afirmam terem sido violentadas. O governo disse que uma criança tinha sido morta em Viqueque, a primeira morte a ser relatada nos distúrbios. A 11 de Agosto um comboio de três veículos da ONU foi atacado entre Baucau e Viqueque. De acordo com a FRETILIN, este ataque era o resultado da destruição por membros da força da ONU de bandeiras e estandartes usadas nos protestos.
Alguns dias mais tarde, Bano disse que FRETILIN não desafiaria o governo no judiciário, e expressou o desejo de “uma solução política” que conduzisse à criação de um governo de união nacional. Após inicialmente boicotarem o parlamento, os membros da FRETILIN começaram a participar no final em Agosto. Diz-se que Gusmão ofereceu postos no governo à FRETILIN apesar disso provavelmente ter ocorrido com ex-membros da Fretilin tais como José Luís Guterres.
Em 23 de Agosto, a violência ocorreu em diversos lugares, incluindo Díli, e há relatos de que duas pessoas foram mortas em Ermera. Em Metinaro, perto de Díli, houve luta nas ruas com catanas e outras armas; segundo relatos, pelo menos dez casas foram queimadas e o mercado da cidade foi destruído.

## Resultados
| Partido                                                                    | Votos   | %      | Cadeiras |
| -------------------------------------------------------------------------- | ------- | ------ | -------- |
| Frente Revolucionária de Timor-Leste Independente - FRETILIN               | 120 592 | 29,02  | 21       |
| Congresso Nacional da Reconstrução Timorense                               | 100 175 | 24,10  | 18       |

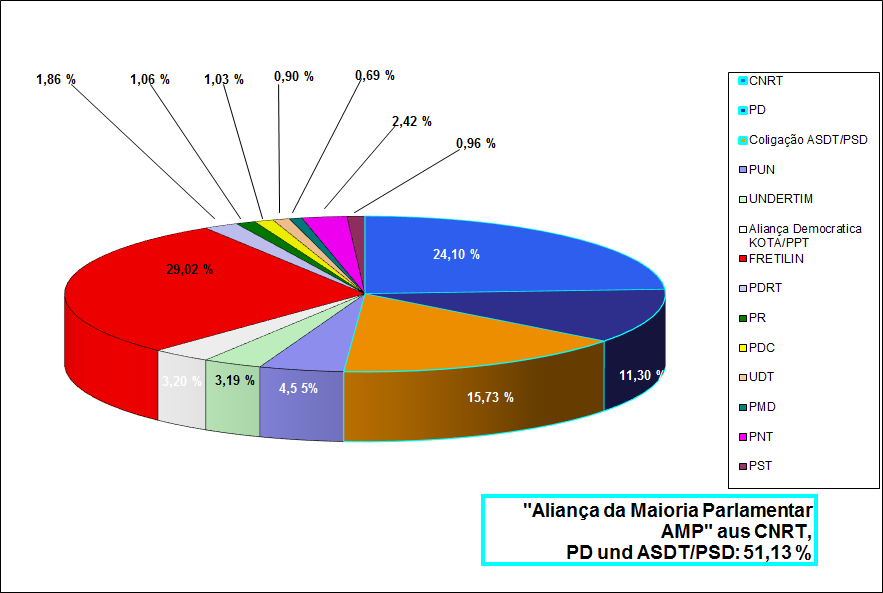
Resultado final das eleições parlamentares de 2007. A aliança do CNRT, C-ASDT-PSD e PD em azul-claro.

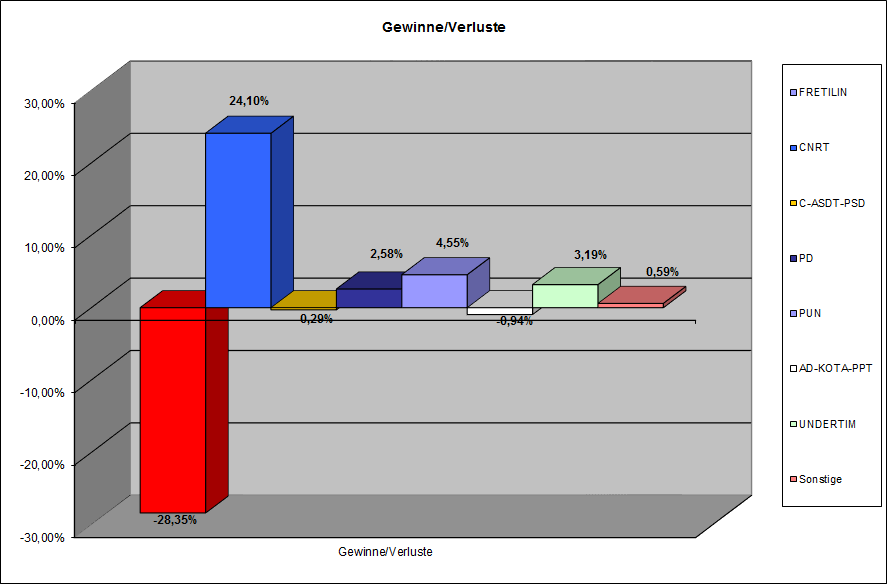
Perdas e ganhos.

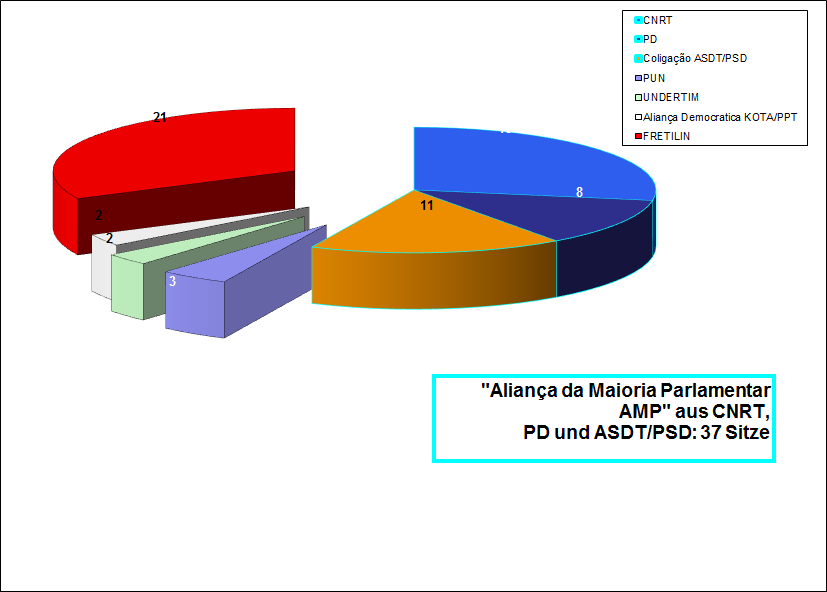
Assentos no novo parlamento.

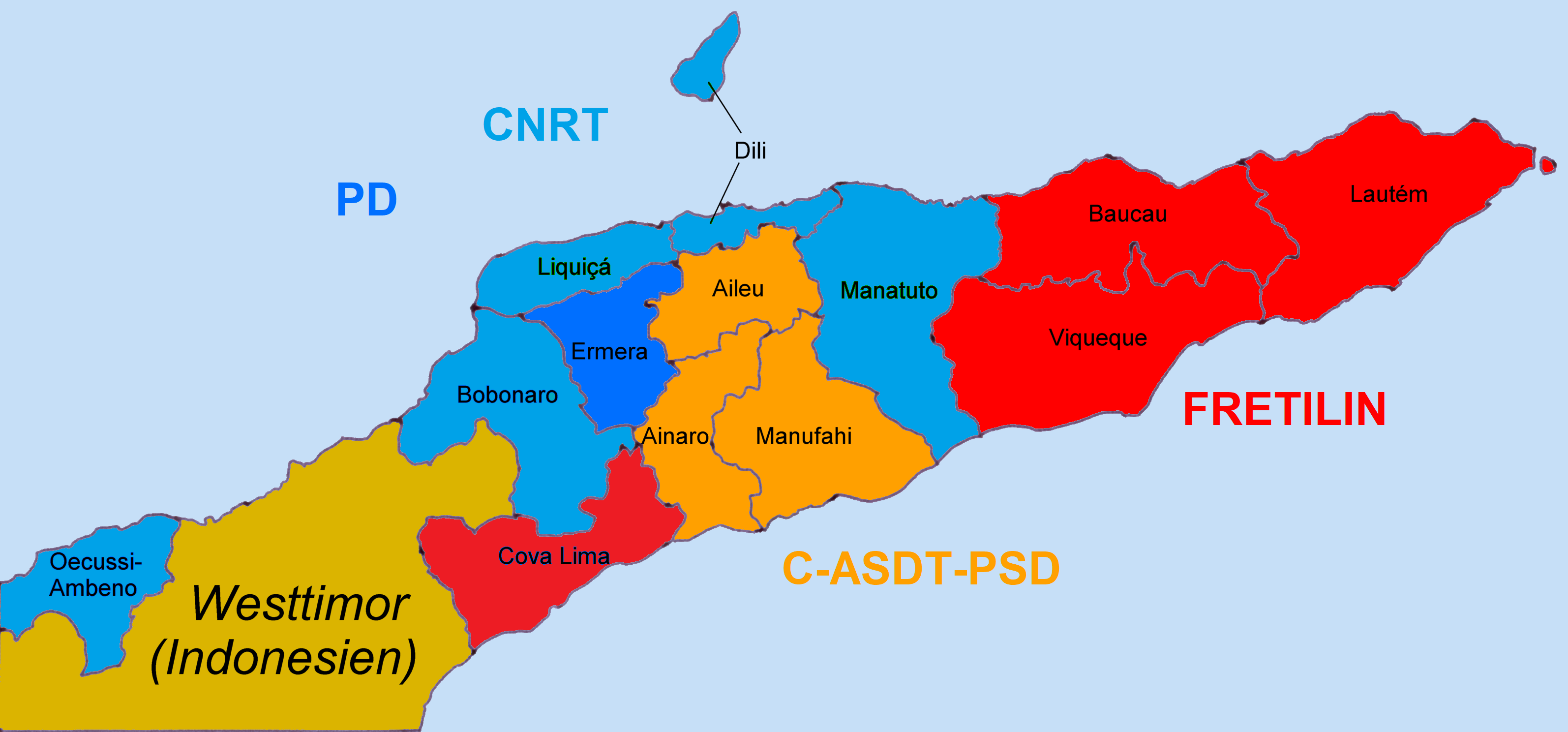
Partido dominante por distritos.

| PSD–ASDT - Partido Social Democrata - Associação Social-Democrata de Timor | 65 358  | 15,73  | 11       |
| Partido Democrático (Timor-Leste)                                          | 46 946  | 11,30  | 8        |
| Partido Unidade Nacional                                                   | 18 896  | 4,55   | 3        |
| Aliança Democrática - Klibur Oan Timor Asuwain - Partido do Povo de Timor  | 13 294  | 3,20   | 2        |
| União Nacional Democrática de Resistência Timorense                        | 13 247  | 3,19   | 2        |
| Partido Nasionalista Timorense                                             | 10 057  | 2,42   | 0        |
| Partido Democratika República de Timor                                     | 7 718   | 1,86   | 0        |
| Partidu Republikanu                                                        | 4 408   | 1 06   | 0        |
| Partido Democrata Cristão                                                  | 4 300   | 1,03   | 0        |
| Partido Socialista de Timor                                                | 3 982   | 0,96   | 0        |
| União Democrática Timorense                                                | 3 753   | 0,90   | 0        |
| Partido Milénio Democrático                                                | 2 878   | 0,69   | 0        |
| Total (comparecimento: 80,5%)                                              | 415 604 | 100,00 | 65       |
| Fonte: CNE                                                                 |         |        |          |